# Pierwoszów
Pierwoszów – wieś w Polsce położona w województwie dolnośląskim, w powiecie trzebnickim, w gminie Wisznia Mała.

## Podział administracyjny
W latach 1975–1998 miejscowość administracyjnie należała do województwa wrocławskiego.

## Charakterystyka
Wioska położona na terenie łagodnie pofałdowanym u stóp Wzgórz Trzebnickich (między innymi Zaczarowane Wzgórza). Zabudowa dość luźna, częściowo zagrodowa nieregularna. Ludność wynosiła (2021 r.) 301 osób. Odnaleziony najstarszy dokument pochodzi z 1352 r. W wiosce zachował się dworek, zespół parkowy oraz pozostałości folwarku. W budowie jest kompleks rekreacyjno-wypoczynkowy Miłocin wraz ze stawami rybnymi. Od sierpnia 2009 roku działa na terenie kopalni piasku - Karczma Miłocin. W grudniu 2012 roku otwarto przystanek kolejowy Pierwoszów Miłocin dla pociągów relacji Trzebnica-Wrocław Główny.
Miejscowość w szybkim tempie rozrasta się, powiększa swoją zabudowę i ludność, co jest wynikiem intensywnego budownictwa jednorodzinnego. Bliskość aglomeracji wrocławskiej powoduje, że miejscowość z roku na rok zmienia swój pierwotny rolniczy charakter, stając się zapleczem mieszkaniowym aglomeracji.
Komunikacja miejska
Pierwoszów jest skomunikowany z Wrocławiem szynobusem relacji Wrocław - Trzebnica.

## Poprzednie nazwy wsi
- 1352 r. - Pirwosow
- 1367 r. - Pirwuschaw
- 1393 r. - Pirwischaw
- 1739 r. - Birbischau + Blissel
- połowa XVIII w. - Pirbischau (część południowa) + Kl. Schwiending (część północna)
- 1785 r. - Pirbischau z karczmą Blößel + Kl. Schwiending
- 1818, 1826 r. - Pirbischau (część południowa) + Kl. Schwiending (część północna)
- 1830, przed 1937 r. - Pürbischau + Klein-Schwumding
- 1937, do 1945 r. - Pürbischau

## Pochodzenie nazwy wsi
Nazwa niemiecka jest zniekształconym zapisem fonetycznym nazwy polskiej - pierwotnej.

## Historia wsi i dóbr
- 15.I.1352 - Papież Klemens VI na prośbę kanonika wrocławskiego, Andrzeja de Raslavitz, nadaje mu folwark Pierwoszów w diecezji wrocławskiej oraz prebendę zwolnioną przez zmarłego Stanisława z Krakowa
- 1785 r. - obecny Pierwoszów stanowią dwie wsie: znajduje się tu wolny majątek, którego folwark wraz z włókami dominialnymi obsiewano 273 korcami zboża
- 1818 r. - do Pierwoszowa zalicza się karczmę Blößel
- 1891 r. - wolny majątek Klein-Schwumding wraz z folwarkiem Obernitz należą do majątku rycerskiego Machnice. Majątek Klein-Schwumding oraz posesje wiejskie dzierżawi Richter, porucznik w stanie spoczynku
- 1937 r. - Pierwoszów stanowi wolny majątek wraz z Klein-Schwumding - Pürbischau oraz folwarkiem w kolonii Blößel